# Palazzo Lomellini-Doria Lamba
Il palazzo Lomellini-Doria Lamba, o palazzo Stefano Lomellini,  è un edificio storico italiano, sito in via Cairoli 18, nel centro storico di Genova. È uno dei Palazzi dei Rolli che furono designati, al tempo della Repubblica di Genova, a ospitare gli ospiti di alto rango durante le visite di stato per conto del governo genovese.
L'edificio è fra i 42 palazzi dei rolli selezionati e dichiarati Patrimonio dell'umanità dall'UNESCO il 13 luglio 2006.

## Storia e descrizione
Il palazzo di Stefano Lomellini fu incluso nei rolli di Genova dal 1588 al 1664; era però soltanto il nucleo dell'attuale edificio, che fu ristrutturato ed ampliato dall'architetto Gregorio Petondi nel 1776 per Gian Tommaso Balbi. Fu proprio il contemporaneo tracciamento di Strada Nuovissima (1778-1786, poi via Cairoli), per opera dello stesso Petondi, con ingresso dalla salita dei Forni (poi largo Zecca), attraverso l'annessione di due lotti edificati che accrebbe il palazzo alle attuali dimensioni, ottenendo un doppio affaccio su via Lomellini e sulla nuova strada. In tale occasione fu munito di doppio ingresso (via Cairoli 18-via Lomellini 19), così come l'edificio attiguo di proprietà di Marco Lomellini, e ne furono disegnate le facciate moderne. Così l'architetto sceglie una soluzione distributiva scenografica e complessa, che collega i due atrii e gli ambienti dei piani superiori, «rinnovando i fasti di quell'architettura continua delle scale che si era inventata a Genova nel XVI secolo, che Bartolomeo Bianco aveva moltiplicato nei palazzi di via Balbi».
Il palazzo, dove nel 1798 esisteva ancora la loggia dell'"albergo" Lomellini, è oggi di proprietà della famiglia Doria Lamba e sede di uffici e abitazioni.

## Galleria d'immagini

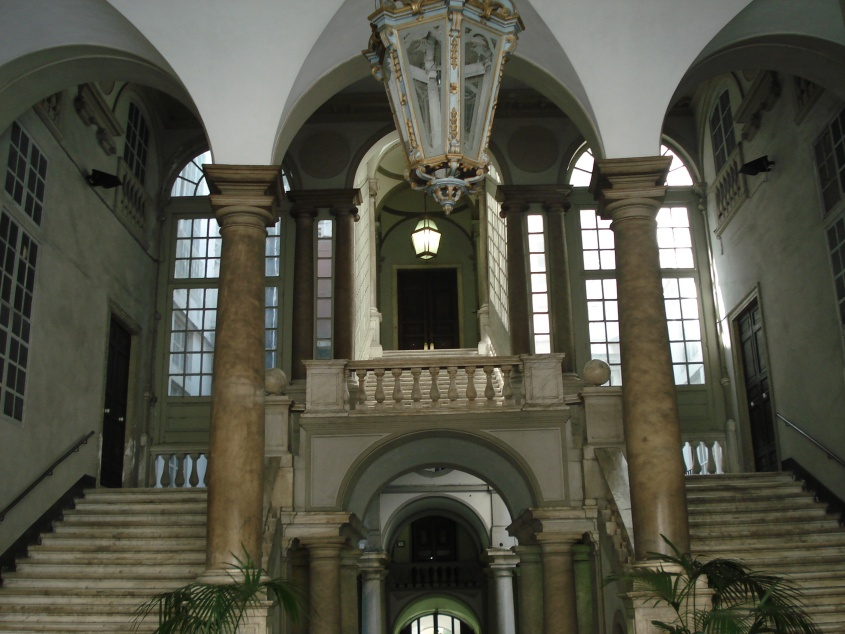
L'atrio del palazzo